# Hoploscopa mediobrunnea
Hoploscopa mediobrunnea is een vlinder uit de familie van de grasmotten (Crambidae), uit de onderfamilie van de Hoploscopinae. De wetenschappelijke naam van deze soort is voor het eerst gepubliceerd in 1929 door Joseph de Joannis.
De soort komt voor in Vietnam.